# Meere
Meere ist ein Roman von Alban Nikolai Herbst. Die Erstausgabe erschien 2003 im marebuchverlag.

## Inhalt und Thema
Meere beschreibt die Liebesgeschichte zwischen dem Objektkünstler Fichte und der zwanzig Jahre jüngeren Deutschinderin Irene. Schon direkt am Anfang des Buches steht ein kurzer Text, der klarmacht, dass die Beziehung zwischen den beiden zerbrochen ist, denn er endet mit dem Satz: „Ein Wiedersehen mit Frau Adhanari-Jessen hat Fichte bis heute verweigert.“ Im weiteren Verlauf schildert das Buch eine sadomasochistische Beziehung, die durch eine ununterbrochene Kette von Grenzverletzungen psychischer und physischer Art letztendlich scheitern muss. Der Roman führt dabei in seinen kompromisslosen Detailbeschreibungen den Leser weit über die Grenzen des Gewohnten und mitunter Ertragbaren.
Meere ist aber auch ein Künstlerroman, in dem der Protagonist Fichte letztendlich erkennt, dass seine „Selbsterfindung“ gescheitert ist. Denn eigentlich heißt er Julian von Kalkreuth und ist der Enkel des zum Tode verurteilten Naziverbrechers Wernher von Kalkreuth. Als Fichte gelang ihm in der Kunstszene scheinbar alles, was ihm als Kalkreuth verwehrt war. In dieser Figur erkundet Herbst ohne Rücksichten die eigene Lebensgeschichte, denn er selbst wurde als Alexander von Ribbentrop und Großneffe des in Nürnberg gehängten Nazi-Außenministers Joachim von Ribbentrop geboren. In der Beschreibung Fichtes erforscht er so den Umgang der Enkel mit der Schuld ihrer Großeltern.

## Verbotsgeschichte
Am 24. September 2003 wurde Herbst per einstweiliger Verfügung und unter Androhung einer Geldstrafe von bis zu 250.000 Euro verboten, aus seinem Roman vorzulesen oder vorlesen zu lassen. Klägerin war eine ehemalige Lebensgefährtin des Autors, die durch den Roman ihre Persönlichkeitsrechte verletzt sah. Noch im selben Monat wurde dem Verlag der weitere Verkauf und jede Werbung für den Roman durch das Landgericht Berlin untersagt. Trotz des Verbots las der Autor Anfang Oktober 2003 in einer ARD-Kultursendung aus seinem Buch. Die Fernsehzuschauer hörten allerdings nichts, sondern konnten stattdessen eine Einblendung lesen, in der auf das Leseverbot hingewiesen wurde und die mit dem Satz endete: „‚Literatur im Foyer’ begrüßt die damit in Gang gebrachte Entrümpelung der deutschen Literaturgeschichte und schlägt vor, Goethes ‚Werther’, Thomas Manns ‚Lotte in Weimar’ sowie die ‚Buddenbrooks’ baldmöglichst aus dem Verkehr zu ziehen.“ Autor und Marebuchverlag legten gegen die einstweiligen Verfügungen Widerspruch ein. Dabei bestritt Herbsts Anwalt ausdrücklich, dass die Klägerin für die große Mehrheit der Leserschaft erkennbar gewesen sei – zumindest bis zur Klageeinreichung. Am 23. Oktober verwarf das Landgericht Berlin aber die Anträge, Meere blieb verboten.

## Öffentliche Reaktion
Die Macher von Literatur im Foyer waren nicht die Einzigen, die auf das Verbot mit Unverständnis reagierten. Angesichts der ähnlich gelagerten Verbotsgeschichte um Maxim Billers Roman Esra beschlich den taz-Kulturredakteur Gerrit Bartels „die Ahnung, dass einstweilige Verfügungen gegen Romane und Schriftsteller in Kürze inflationär ausgestellt werden“, Julia Encke fragte in der Süddeutschen Zeitung, „ob die Grenzüberschreitung tatsächlich so radikal ist“. Und Gregor Eisenhauer lobt das Werk in der Frankfurter Rundschau als einen „der wenigen wirklichen ergreifenden“ Liebesromane und „Schlüsselroman über den Künstlerbetrieb“.
Der Literaturkritiker Christoph Jürgensen fasste die öffentliche Auseinandersetzung 2004 so zusammen: „Die Frage nach dem Legierungsverhältnis von Dichtung und Wahrheit in einem Text ist etwa so alt wie die Literatur selbst. … Tatsächlich lassen sich die Vorbilder für literarische Charaktere trotz aller literaturwissenschaftlichen Vorbehalte gegenüber der Überschreitung der Text-Kontext-Grenze immer wieder derart leicht (und wohl auch beabsichtigt) identifizieren, dass sich Gerichte für ein Verbot der Texte entscheiden, wie etwa in den äußerst prominenten Fällen von Klaus Manns ‚Mephisto’ oder Thomas Bernhards ‚Holzfällen’, zu deren Wirkungsstrategien die Dechiffrierbarkeit ihrer Anspielungen aber gerade konstitutiv gehörte“. Im Falle von Meere, so Jürgensen, sei aber diese Frage nach dem Verhältnis von Realität und Fiktionalisierung nicht entscheidbar, da Herbsts Exfreundin keine Person der Zeitgeschichte und über sie deshalb auch nichts bekannt sei. Dennoch wendet sich Jürgensen gegen den Vorwurf der Zensur, denn Zensur sei ein „Eingriff von staatlicher Seite, gegen den keine juristische Verteidigung möglich ist. Im Falle der Verbote von ‚Esra‘ und ‚Meere‘ prallen stattdessen zwei Grundrechte aufeinander, nämlich die Freiheit der Kunst und der Schutz der Persönlichkeit.“ Und in beiden Fällen wurde von den Gerichten dem Schutz der Persönlichkeit Vorrang eingeräumt.
Herbst selbst stand den Urteilen natürlicherweise ablehnend gegenüber. Zwar hält er die Verächtlichmachung einer der Allgemeinheit erkennbaren Person für justiziabel, aber: „Das, was aus einer realen Vorlage die Kunstfigur macht – nämlich der Stil eines Buches und die semantischen Höfe, die in ihm leuchten – können (und dürfen!) dem Urteil eines Gerichts gar nicht zugänglich sein.“ Für ihn als Schriftsteller stelle sich nur die Frage, „inwieweit ist die formale Durchdringung eines Stoffes geglückt, das heißt ebenfalls: Inwieweit wurde aus einer (erkennbaren) natürlichen Person eine literarische Figur. Um letzte handelt es sich immer dann, wenn der im Roman beschriebene Charakter auch ohne Kenntnis der oder des vermeintlich Porträtierten auskommt.“ Es müsse doch „möglich sein, sowohl Erlebtes als auch Mythisches und Überliefertes zu literarisieren, sonst engt man den juristischen Spielraum von Literatur auf sehr wenige Segmente ein, bzw. überlässt es dem Zufall, ob sich gegen ein Buch Kläger finden oder nicht“.

## Einigung
Nachdem sich im März 2007 Autor und Kläger vor dem Berliner Landgericht einigten, hatte sich die Einstweilige Verfügung erledigt. Alban Nikolai Herbst hat sich dann – „ohne Anerkennung einer Rechtspflicht“ – für eine modifizierte, leicht geänderte letztgültige Fassung entschieden, die ungehindert erschien und bereits einige Wochen später vollständig in einer Sonderausgabe der Wiener Literaturzeitschrift Volltext abgedruckt wurde. Seitdem ist der Roman wieder öffentlich zugänglich und ist seit Mai 2008 auch wieder als Buch erhältlich.

## Freigabe der Originalversion
Nachdem im Frühjahr 2017 die Klägerin im Gespräch mit dem Autor Alban Nikolai Herbst ihr Einverständnis gab, das Buch in der Originalversion erscheinen zu lassen, kann der Verlag Mare  ab Herbst 2017 das vor 14 Jahren gedruckte, aber nur in geringer Stückzahl in den Verkauf gelangte Buch an die Buchhandlungen  ausliefern. Auch Lesungen aus der Originalausgabe durch den Autor sind wieder möglich.

## Rezensionen
- Sammlung von Rezensionen bei perlentaucher